# Nidälven stilla och vacker du är
Nidälven stilla och vacker du är (norskt original: Nidelven stille og vakker du er) är kanske den mest kända sången med koppling till Trondheim. Den norska texten författades i april 1940 av motståndsmannen Oskar Hoddø, medan melodin komponerades av Christian Christensen med arrangemang av Kjell Rian. Den svenska texten är skriven av Evald Helmer. Sången skrevs som en hyllning till Nidälven som rinner genom stadens centrum. Trondheim har ingen officiell stadssång, men valsen om älven väcker lokalpatriotiska känslor hos många trondheimsbor. Sångtexten har också gett upphov till begreppet "Lyckans portal" om den gamla stadsbron, som förbinder sydänden av Kjøpmannsgata med Bakklandet. 
| ”                                    | Nidelven stille og vakker du er Her hvor jeg går og drømmer. Drømmer om deg som jeg hadde så kjær, Nu er det bare minner. | „ |
| – Ur Nidelven stille og vakker du er | |   |

## Inspelningar (i urval)

### På norska
- Kjell Rians sekstett Sang: Egil Jacobsen. Utgiven på 78-varvaren Musica A 8930 år 1948
- Nora Brockstedt och Kurt Foss, Egil Monn-Iversens ensemble. Utgiven på 78-varvaren och singeln RCA NA 1100
- Finn Eriksen, Kjell Karlsens orkester. Utgiven på singeln Fontana 269 061 TF år 1966
- De Syngende Husmødre på albumet Husmødrenes favoritter år 1980
- Heidi Hauge. Utgiven på albumet Country På Norska år 2000

### På svenska
- Hans Bjerkeling (1949)
- Harry Brandelius (1949)
- Siv och Maj (Siv Larsson och Maj Larsson) (1949)
- Thory Bernhards & Nils Weingard (1949)
- Bob Stewens (1966)
- Flamingokvintetten (1970)
- Roland Cedermark
- Stefan Sundström - Ingenting har hänt (National 2009/2010)
- Arbete & Fritid -1973 - Arbete & fritid (LP, MNW 39P) (1973)
- Stålfarfar (1981)

### Instrumentalversioner
- The Ventures - under titeln River Twist. Inspelad 1 oktober 1962. Utgiven på singeln Columbia 45GN 1707 och på EP-skivan Columbia SEGN 72
- The Telstars

## Alternativa texter

### Grisälven
Povel Ramel skrev 1949 en svensk text till melodin, som fick titeln Grisälven. Medan många kanske uppfattade den som en elak parodi på originalet, kan man mycket väl i stället tolka den som en tidig kampsång för en bättre miljö.
| ” | Grisälven stilla och slammig du är fylld utav allsköns faser. Avloppet skänkt dig den slöja du bär, av ohälsosamma gaser. | „ |

### Jublande, sjungande går jag
Bo Andersson har skrivit en kristen svensk text. Bo Andersson och Per-Göran Ekeroos, duett, m. ensemble sjöng den in 3 december 1967. Sången utgavs i Norge på EP-skivan Harmoni HEP 264.

### Tänk om jag vore en liten lian
Lasse Åberg skrev en text till melodin att framföras av Trazan och Banarne.